# مانون غروبيوس
مانون غروبيوس (بالألمانية: Manon Gropius)‏ (و. 1916 – 1935 م) هي ملحنة، وعارضة نمساوية، ولدت في فيينا، توفيت في فيينا، عن عمر يناهز 19 عاماً، بسبب شلل الأطفال.